# Thelypteris chocoensis
Thelypteris chocoensis är en kärrbräkenväxtart som beskrevs av Alan Reid Smith och Lellinger. Thelypteris chocoensis ingår i släktet Thelypteris och familjen Thelypteridaceae. Inga underarter finns listade.